# Quan hệ Pháp – Bồ Đào Nha
Quan hệ Pháp – Bồ Đào Nha (tiếng Anh: France–Portugal relations, tiếng Pháp: Relations France-Portugal, tiếng Bồ: Relações França-Portugal) hay quan hệ Pháp – Bồ, là mối quan hệ hiện tại và lịch sử giữa Pháp và Bồ Đào Nha. Cả hai quốc gia đều là thành viên của Ủy hội châu Âu, Liên minh châu Âu, NATO, OECD, Liên minh Địa Trung Hải và Liên hợp quốc.

## Các phái đoàn ngoại giao thường trú
- Pháp có một Đại sứ quán ở Lisboa.[1]
- Bồ Đào Nha có một Đại sứ quán ở Paris, các Tổng Lãnh sự quán ở Bordeaux, Lyon, Marseille, Strasbourg và một Phó Lãnh sự quán ở Toulouse.[2]

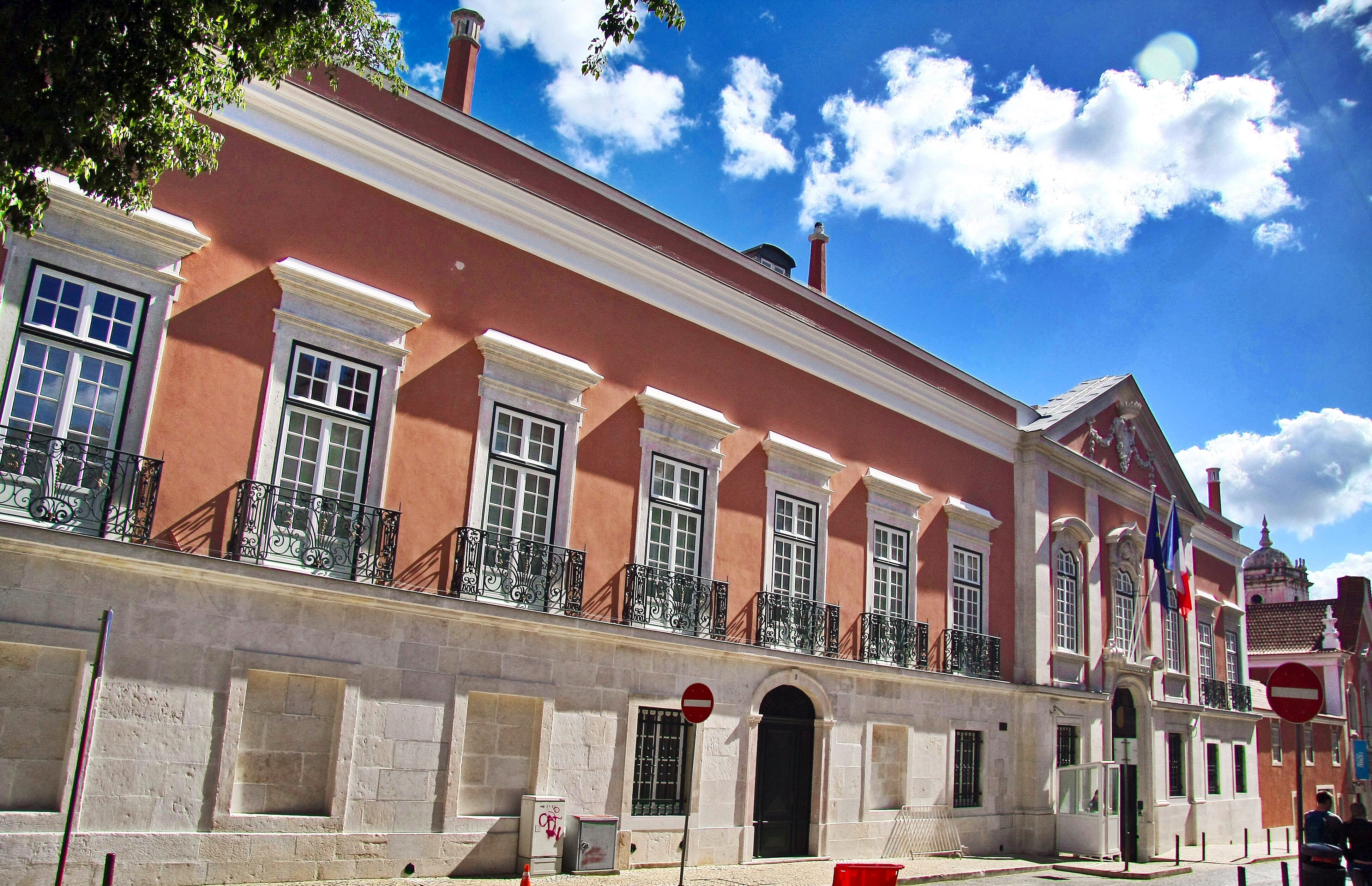
Đại sứ quán Pháp tại Lisboa
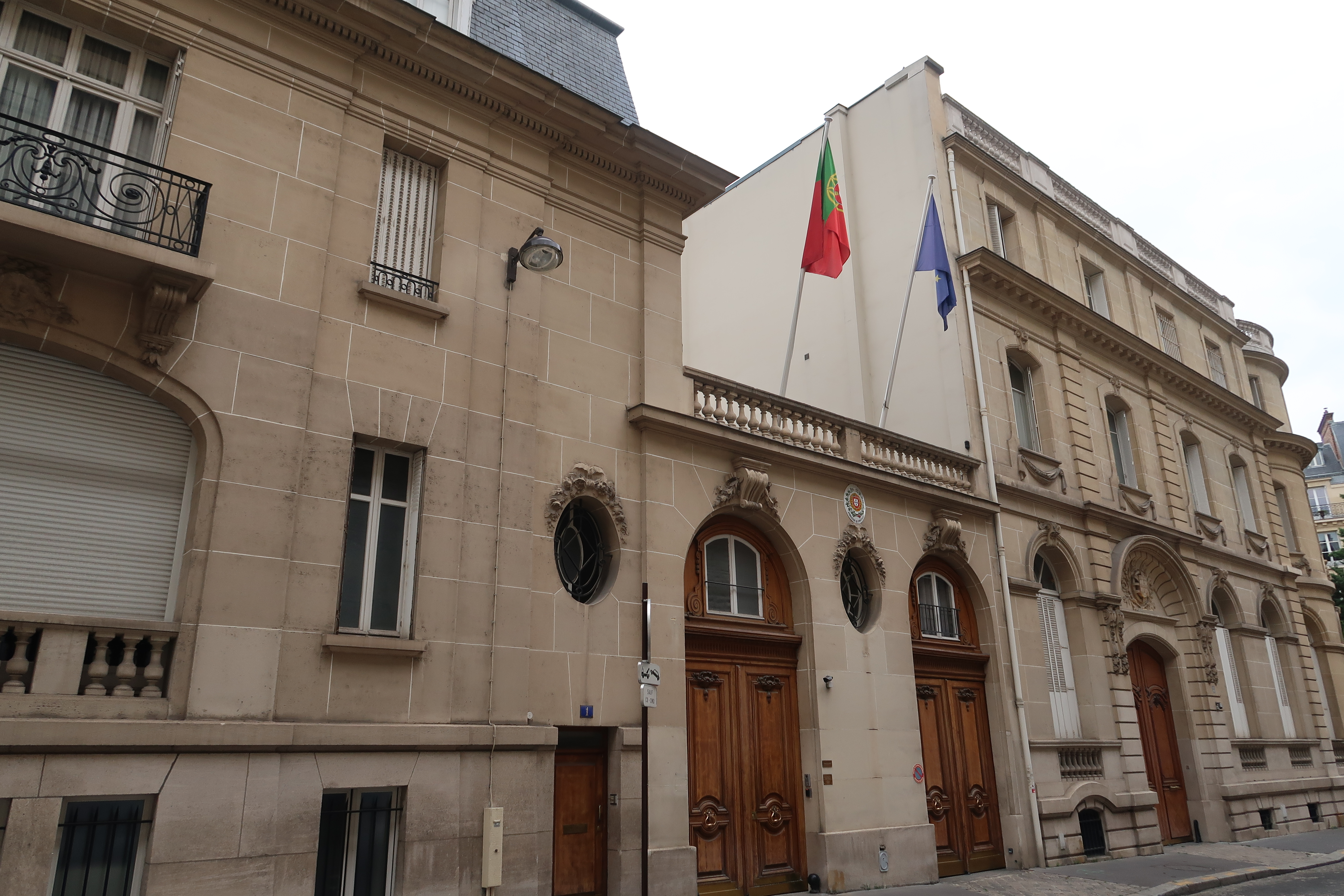
Đại sứ quán Bồ Đào Nha tại Paris
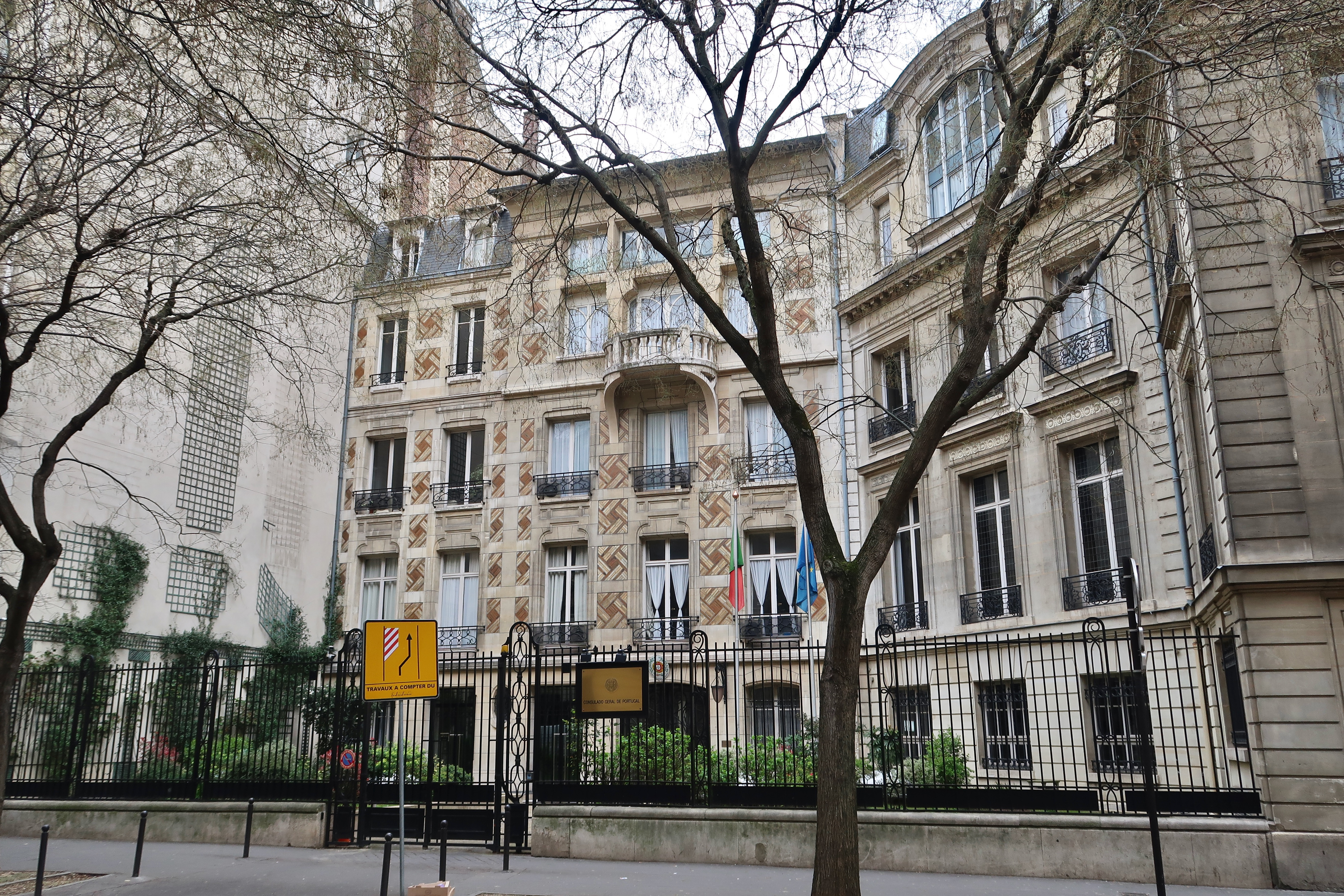
Tổng Lãnh sự quán Bồ Đào Nha tại Paris
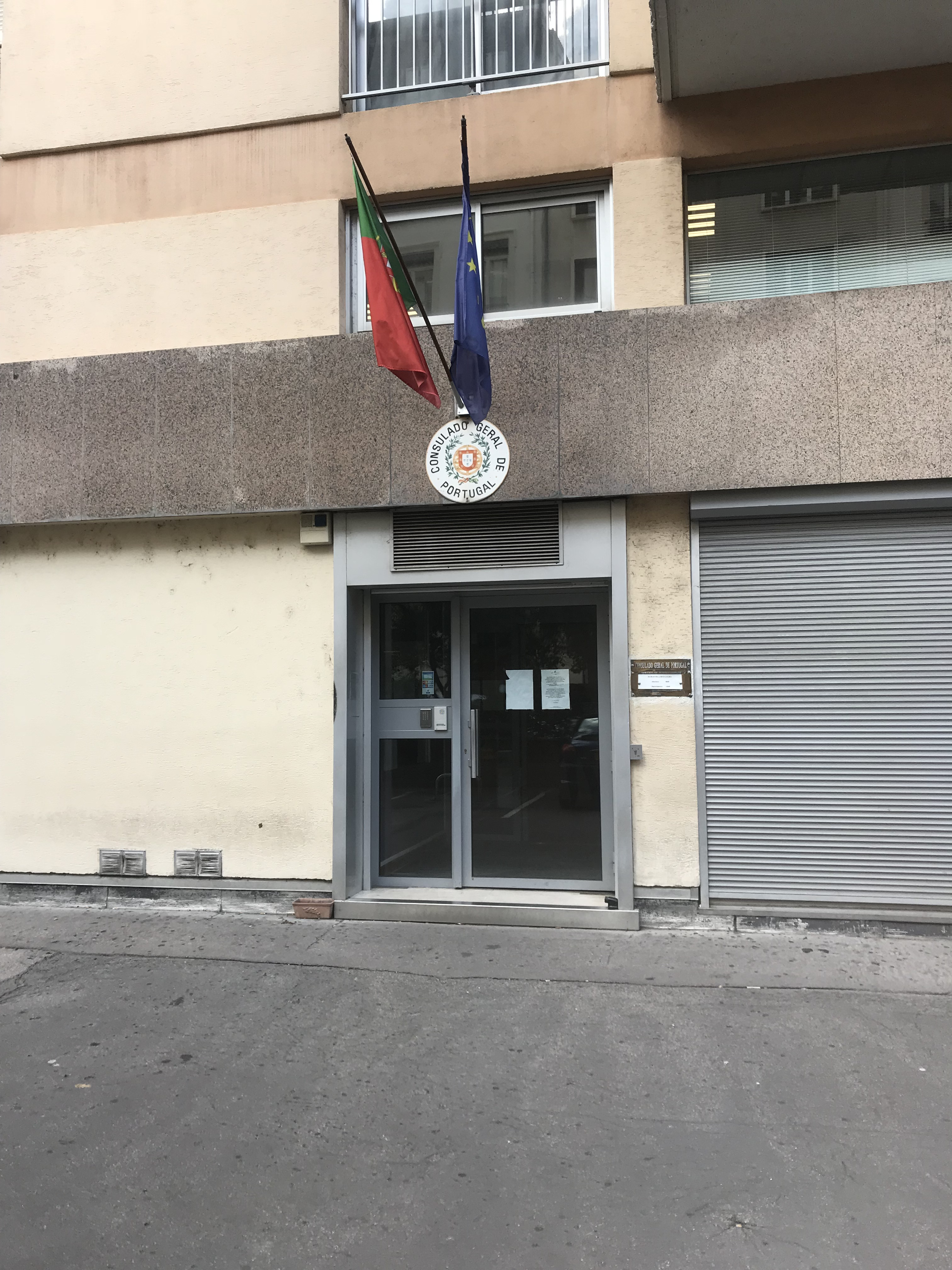
Tổng Lãnh sự quán Bồ Đào Nha tại Lyon